# Spydeberg
Spydeberg es una municipio en la provincia de Østfold, Noruega. Su centro administrativo es el pueblo de Spydeberg. Está dividido en tres parroquias: Spydeberg, Heli y Hovin. Spydeberg fue establecido como municipio el 1 de enero de 1838.
Su población era de 5692 habitantes en 2014. Está situado a 45 kilómetros al sureste de Oslo y se puede llegar a él fácilmente en autobús o en tren. Muchos de los habitantes de Spydeberg viajan a Oslo para trabajar. Spydeberg cuenta con buena infraestructura y está considerado un lugar seguro.

## Información general

### Etimología
Este municipio (originalmente parroquia) obtuvo su nombre de la antigua granja Spydeberg (en nórdico antiguo: Spjótaberg) desde que la primera iglesia fue construida en el lugar. El primer elemento es el caso genitivo plural de spjót que significa «lanza» y el último elemento es berg que significa «montaña». La lanza probablemente hace referencia a una pendiente de una montaña cercana.

### Escudo de armas
El escudo de armas de Spydeberg le fue otorgado el 30 de junio de 1978. Muestra tres puntas de lanza plateadas sobre un fondo rojo. Las tres lanzas representan las tres parroquias del municipio. Fue diseñado por Truls Nygaard.

## Residentes destacados
- Petter Solberg - famoso conductor del Campeonato Mundial de Rally de Subaru, nació en Askim y creció en Spydeberg. Se convirtió en campeón del 2003. Oficialmente reside en Mónaco.
- Henning Solberg - (hermano mayor de Peter Solberg), conductor de Ford en el Campeonato Mundial de Rally.
- Anton Skulberg - exalcalde de Spydeberg, profesor y miembro del gabinete.

## Ciudades hermanas
Spydelberg ha estado activo en relaciones internacionales por los pasados veinte años. Cuenta con ciudades hermanas en Dinamarca, Suecia y Letonia.
- Thyholm, Dinamarca
- Straupe,  Letonia
- Kungsör, Suecia